# R. Borlax
R. Borlax é o segundo álbum de estúdio da banda norte-americana de nintendocore Horse the Band. Foi re-lançado em 2007 com duas faixas bônus.
| Críticas profissionais                                                      | Críticas profissionais |
| Avaliações da crítica                                                       | Avaliações da crítica  |
| Fonte                                                                       | Avaliação              |
| --------------------------------------------------------------------------- | ---------------------- |
| allmusic                                                                    | [ 2 ]                  |
| Esta tabela precisa de ser acompanhada por texto em prosa. Consulte o guia. |                        |

## Faixas
1. "Seven Tentacles And Eight Flames" – 3:11
2. "Cutsman" – 3:51
3. "In The Wake Of The Bunt" – 4:18
4. "Stabbers Of The Knife, By Kenny Pelts" – 3:02
5. "Bunnies" – 3:33
6. "Purple" – 4:48
7. "Handsome Shoved His Gloves" – 3:23
8. "The Immense Defecation of the Buntaluffigus" – 1:23
9. "Pol's Voice" – 4:00
10. "Big Blue Violence" – 3:14
11. "The Legend of the Flower of Woe" (re-lançamento) - 4:39
12. "Kangarooster 4057" (re-lançamento) - 2:13